# George Löning
George Anton Löning (* 7. März 1900 in Bremen; † 15. Februar 1946 (Todeserklärung) in Kuibyschew, Sowjetunion) war ein deutscher Rechtswissenschaftler.

## Biografie
Löning war der Sohn eines Staatsanwaltes. Er absolvierte das Alte Gymnasium in Bremen und war nach dem Abitur  noch Soldat im Ersten Weltkrieg. Er studierte von 1919 bis 1923 an der Philipps-Universität Marburg, der Albert-Ludwigs-Universität Freiburg und der Georg-August-Universität Göttingen. 1919 wurde er Mitglied des Corps Hasso-Nassovia und des Corps Suevia Freiburg. Löning war u. a. Schüler von Justus W. Hedemann. Er wurde 1923 in Jena zum Dr. iur. promoviert und war von 1928 bis 1930 als Rechtsanwalt tätig. Seit 1929 habilitierter Privatdozent in Jena, erhielt er 1930 einen Lehrauftrag an der Christian-Albrechts-Universität zu Kiel. Sein Spezialgebiet war die Rechtsgeschichte, vor allem Bremens und der Hanse. 1934 wurde er a.o. Professor, 1938 ordentlicher Professor für Rechtsgeschichte an der Ernst-Moritz-Arndt-Universität Greifswald. Er gehörte der SA an und trat zum 1. Mai 1937 der NSDAP bei. 1941 berief ihn die Westfälische Wilhelms-Universität; er lehrte die Rechts- und Hansegeschichte. 1944/1945 war er im Zweiten Weltkrieg Dolmetscher beim Oberkommando der Wehrmacht. 1945 geriet er in sowjetische Kriegsgefangenschaft, in der er verstarb.

## Schriften
- Die Grundstücksmiete als dingliches Recht. Fischer, Jena 1930.
- Alfred Kühtmann als Rechtshistoriker. In: Bremisches Jahrbuch. Bd. 34, 1933, S. 288–311.
- Die Münzrente des bremischen Domkapitels im Mittelalter. Ein Beitrag zum älteren bremischen Münzrecht und Münzwesen. In: Bremisches Jahrbuch. Bd. 35, 1935, S. 99–154.
- Das Münzrecht im Erzbistum Bremen (= Quellen und Studien zur Verfassungsgeschichte des Deutschen Reiches in Mittelalter und Neuzeit. 7, 3, ISSN 0863-0836). Böhlau, Weimar 1937.